# Mayo (Trinidad y Tobago)
Mayo es una localidad de Trinidad y Tobago, que forma parte de la región de Couva-Tabaquite-Talparo.

## Geografía
La localidad abarca parte de la isla Trinidad y limita al norte con Gran Couva, al sur con Bonne Aventure, Corosal y Riversdale, al este con Guaracara y Riversdale y al oeste con Tortuga.

## Demografía
Datos demográficos de la localidad de Mayo:
| Gráfica de evolución demográfica de Mayo entre 2000 y 2011 |
|                                                            |